# Lake Hope (Antarktika)
Der Lake Hope (spanisch Lago Esperanza, übersetzt See der Hoffnung) ist ein kleiner See auf der Trinity-Halbinsel im Norden des Grahamlands der Antarktischen Halbinsel. Er liegt 800 m nördlich des Mount Flora im Five Lakes Valley unmittelbar östlich des Kopfendes der Hope Bay.
Argentinische Wissenschaftler benannten den See in Anlehnung an die Benennung der Hope Bay (spanisch Bahía Esperanza). Das Advisory Committee on Antarctic Names übertrug diese Benennung 1966 ins Englische.